# Daniel Valledor
Daniel Eduardo Valledor Cabreira (nacido el 26 de septiembre de 1943 en Mar del Plata, Buenos Aires, Argentina) es un exfutbolista argentino. Jugaba de delantero y su primer club fue Deportivo Español.

## Carrera
Comenzó su carrera en 1967 jugando para el Deportivo Español. En ese año se fue a España para integrar el plantel de Sevilla FC. Jugó para el club hasta 1968. En 1970 regresó a la Argentina para formar parte de las filas del Colón de Santa Fe. En 1971 regresó al Deportivo Español. Jugó para el club hasta su retiro en 1974.

## Clubes
| Club              | País      | Año       |
| ----------------- | --------- | --------- |
| Deportivo Español | Argentina | 1967      |
| Sevilla FC        | España    | 1967-1968 |
| Colón de Santa Fe | Argentina | 1970      |
| Deportivo Español | Argentina | 1971-1974 |